# Amenirdis II
Amenirdis II, var en prinsessa och prästinna under Egyptens tjugofemte dynasti.
Hon var Amons prästinna i Thebe, med Gudomlig Avguderska till Amon, cirka 650–640 f.Kr.
Hon efterträdde Shepenupet II, och efterträddes av Nitokris I. 